# Джампэл Еше
Тубтен Джампэл Еше Гьялцен (тиб. ཐུབ་བསྟན་འཇམ་དཔལ་ཡེ་ཤེས་རྒྱལ་མཚན་, Вайли: thub-bstan 'jam-dpal ye-shes rgyal-mtshan; 1910—1947) — тибетский монах и пятый Ретинг Ринпоче, фактический правитель Тибета с 1933 до 1940.
Родился в 1910 и был монахом, в 1930 стал пятым Ретингом Ринпоче, сменив Лобсанга Еше. После смерти Далай-ламы XIII в 1933 был выбран регентом по жребию, сыграл ключевую роль в поисках Далай-ламы XIV, но после этого был смещен и изгнан из Лхасы. В 1940 Джампэл Еше попытался вернуться и снова стать регентом, но был арестован. В 1947 умер в тюрьме, возможно был отравлен, по свидетельству охранника тюрьмы был забит до смерти.

## Жизнь
Джампэл играл значительную роль в истории Тибета, как регент во время поисков Далай-ламы. Он был вынужден уйти с этого поста, и в начале 1941 года его сменил Тактра Ринпоче. Впоследствии он якобы организовал восстание против своей замены. Он умер в 1947 году в тюрьме Поталы в Лхасе, по-видимому, от отравления. Его тюремщик также сообщил, что его яички были связаны и избиты, пока он не умер от боли.
Этот эпизод раскрыл ряд политических аспектов религиозной иерархии в Лхасе. Критики пятого Ретинга Ринпоче обвинили его в широко распространенной коррупции и интригах с замужними женщинами в качестве монаха. Защитники утверждали, что его заключение было частично результатом его влечения к учению линии Ньингма, политически чувствительной ориентации, и что дело против него было сфабриковано министром кабинета Капшопа.
Его преемником стал Тензин Джигме Тутоб Вангчук как шестой Ретинг Ринпоче, хотя это было оспорено другим претендентом, который называет себя Ретинг Хутукту.